# Ректовагинальный свищ
Ректовагинальный свищ или влагалищно-прямокишечный свищ — патологическое соустье между влагалищем и прямой кишкой.

## Классификация
По уровню расположения свищевого отверстия в прямой кишке:
- высокий — свищевое отверстие выше зубчатой линии в прямой кишке;
- низкий — свищевое отверстие располагается в анальном канале ниже или на уровне зубчатой линии.

По этиологическому фактору:
1. Посттравматические:
- послеродовые;
- послеоперационные ( операции по поводу геморроя, низкие резекции прямой кишки, дренирование абсцессов малого таза, операции по поводу тазового пролапса)
- травмы инородными предметами или половые девиации;

2. Перианальные проявления воспалительных заболеваний кишечника (язвенный колит, болезнь Крона); 
3. Опухолевая инвазия; 
4. Локальная ишемия, вызванная применением ректальных суппозиториев с сосудосуживающими препаратами, НПВС. 

## Клиническая картина
Основным клиническим проявлением ректовагинального свища является выделение каловых масс через влагалище. Помимо этого, возможны боль, дискомфорт в области заднего прохода. При развитии гнойно-воспалительного процесса в параректальной клетчатке, появляются общевоспалительные симптомы, такие как, повышение температуры тела, слабость, озноб, но учитывая анатомическое строение ректовагинальной перегородки, воспаление развивается крайне редко.  

## Диагностика
- вагинальное исследование;
- пальцевое исследование прямой кишки;
- зондирование свищевого хода;
- ректороманоскопия;
- кольпоскопия;
- колоноскопия;
- ирригоскопия;
- исследование влагалищной и кишечной микрофлоры;
- МРТ малого таза.

## Лечение
Наличие ректовагинального свища является показанием к хирургическому лечению. Существует большое количество методов хирургического лечения, выбор которого зависит от уровня свищевого отверстия, сопутствующих заболеваний и причины, приведшей в образованию ректовагинального свища. 